# 丹羽一貴
丹羽 一貴（にわ かずき）は、日本のフリーアナウンサー・ナレーター。東京都出身。

## 略歴・人物
- 東北大学を卒業後、メーカー技術職勤務を経て、現在フリーアナウンサー・ナレーター

## 担当番組
- 福祉ネットワーク（NHK）
- その他VTRや各種CMのナレーション・リポーター